# (4558) Джейнсик
(4558) Джейнсик (лат. Janesick) — астероид, относящийся к группе астероидов пересекающих орбиту Марса и принадлежащий к светлому спектральному классу S. Он был открыт 12 июля 1988 года французским и американским астрономами Аленом Мори и Джин Мюллер в Паломарской обсерватории и назван в честь американского инженера Джеймса Джейнсика (англ. James R. Janesick).

Орбита астероида Джейнсик и его положение в Солнечной системе